# 格爾奧基·內馬薩澤
格爾奧基·內馬薩澤（1984年9月26日—）是一位喬治亞橄欖球運動員。他是喬治亞國家橄欖球隊的一員，代表喬治亞參加了2015年世界盃橄欖球賽。